# Albino Aroso
Albino Aroso Ramos GCIH • GOL • ComM (Canidelo, Vila do Conde, 22 de fevereiro de 1923 — Porto, 26 de dezembro de 2013) foi um médico e político português, reconhecido por muitos como o "pai do planeamento familiar" em Portugal.

## Biografia
Albino Aroso nasceu a 22 de fevereiro de 1923, em Canidelo, Vila do Conde, o terceiro de uma família de seis irmãos que perderam o pai muito cedo.
Aos 24 anos, terminada a Licenciatura em Medicina pela Faculdade de Medicina da Universidade do Porto, ingressa no Hospital Geral de Santo António, onde mais tarde veio a desempenhar o cargo de Presidente do Conselho de Administração.
Em 1967 participou na fundação da Associação para o Planeamento da Família, e dois anos depois, pela primeira vez em Portugal, abre a primeira consulta pública e gratuita de planeamento familiar.
Professor Associado Jubilado de Ginecologia/Obstetrícia no Instituto de Ciências Biomédicas Abel Salazar (ICBAS), Universidade do Porto.
Foi Secretário de Estado Adjunto do Ministro da Saúde do XI Governo Constitucional.
Albino Aroso faleceu muito debilitado, na sua casa no Porto, aos 90 anos, no dia 26 de dezembro de 2013.

## Prémios
- I Prémio Nacional de Saúde (2006)[5]

## Condecorações[6]
Albino Aroso Ramos recebeu as seguintes distinções:
- Comendador da Ordem do Mérito de Portugal (30 de Julho de 1984)
- Grã-Cruz da Ordem do Infante D. Henrique de Portugal (9 de Junho de 1998)
- Grande-Oficial da Ordem da Liberdade de Portugal (6 de Junho de 2008)